# Museum von St Vigeans

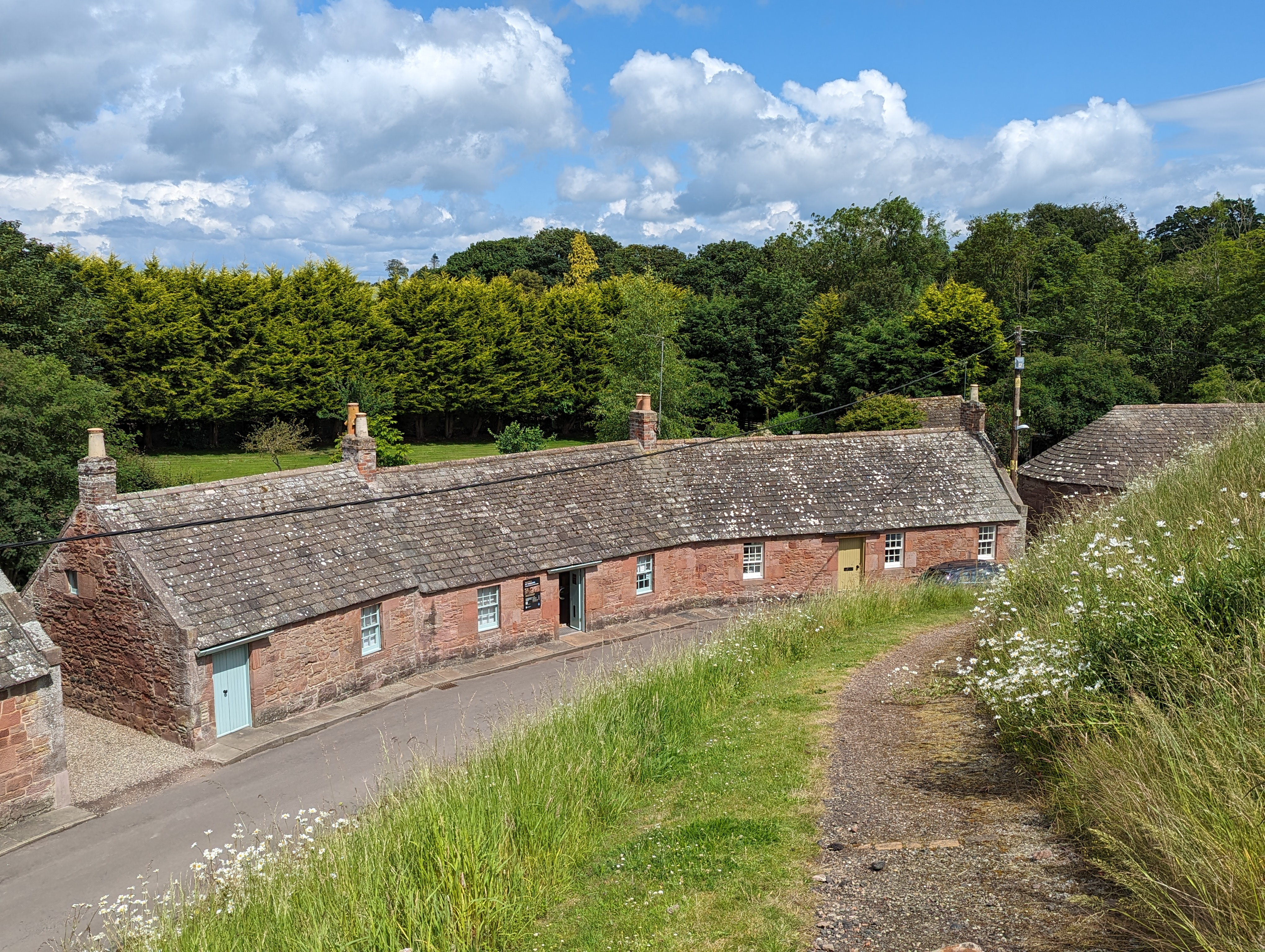
St. Vigeans Museum

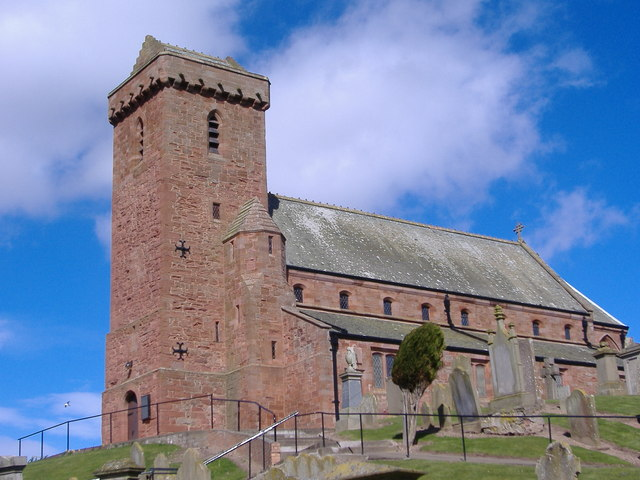
St. Vigeans Kirche

Das Museum von St Vigeans in der schottischen Council Area Angus beherbergt Cross-Slabs, Grabsteine und piktische Symbolsteine. Insgesamt sind es 38, mehr oder minder fragmentarische Steine.
St. Vigeans ist ein kleines Dorf 1,6 km am nördlichen Rand von Arbroath. Das alte St Vigeans bestand aus einer einzigen Straße, die sich um den Fuß des Kirchenhügels wand. Die etwa 1242 gegründete Kirche ist genau wie die um die Kirche liegenden Kirkstyle Cottages aus rotem Sandstein errichtet. Zwei von ihnen wurden zum St Vigeans „Museum of Carved Stones“ umgestaltet, das 2009 wiedereröffnet wurde. Es beheimatet eine Sammlung skulptierter Steine, aus der Zeit der Pikten (6. und 7. Jahrhundert) und aus frühchristlicher Zeit. Die Steine und Grabplatten scheinen rund um den Ort gesammelt und beim Bau der neuen Kirche verwendet worden zu sein. Bei der Renovierung und Erweiterung der Kirche im Jahre 1871 wurden die Steine aus dem Mauerverband gelöst und im Kirchenvorraum aufgestellt. Dort blieben sie bis zum Jahre 1960, als die Sammlung in die Hand von „Historic Scotland“ gelangte und in die Kirkstyle Cottages verbracht wurde.
Die Geschichte von St Vigeans begann im 8. Jahrhundert mit der Gründung des nach Sankt Feichín benannten Klosters. Der Name des irischen Heiligen, der 664 starb, wird bisweilen latinisiert als St. Vigeanus wiedergegeben. Die Bedeutung des Klosters St Vigeans, wenn es denn überhaupt noch existierte, schwand als der schottische König William I. (1143–1214) in Arbroath eine Abtei gründete.
Von den Steinen zeigen fünf jene Symbole, die in der Regel auf piktischen Symbolsteinen gefunden werden. Neun sind ehemalige Grabsteine oder Teile davon. Acht Steine zeigen Heilige, darunter Antonius und Paulus beim Abendmahl Jesu. Fünf der Steine wurden anscheinend gleichzeitig geschnitzt. Sie stellen eine Gruppe dar, die von einem Gönner beauftragt und für die neue Kirche von St. Vigeans bestimmt war. Acht weitere Steine sind architektonische Fragmente der ältesten Kirche, die in den 1100er Jahren entstand.

## Drosten-Stein
Das Highlight der Kollektion ist der so genannte „Drosten-Stone“, eine Cross-Slab von 182 cm Höhe und 53 cm Breite. Es wird angenommen, dass er früher am Eingang des Klosters St Vigeans stand. Er wurde irgendwann in drei Teile zerbrochen. Ein kleineres Mittelstück fehlt nach wie vor. Die Frontansicht des Drosten-Steines trägt ein langes Kreuz, das mit einem Knotenmuster ausgelegt ist und von fantastischen Kreaturen und Dämonen umgeben ist. Die Rückseite des Steins trägt eine Mischung aus piktischen Symbolen und Tierfiguren. Zwei Hunde verfolgen einen Hirschen, während ein Bogenschütze ein Wildschwein erlegt. Schnitzereien eines Bären, eines Einhorns, ein Rehkitz mit Ricke und ein Vogel, sind auch vorhanden. Die Eigenheit des Steins ist eine Inschrift: „Drosten IRE UORET ETT forcus“. Es könnte „Drosten, in der Regierungszeit von Uoret und Forcus“ bedeuten, aber die Meinungen darüber gehen auseinander.
Aber nicht alle um die Kirche gefundenen Steine sind ins Museum verbracht worden. Einige Grabsteine entlang der Friedhofsmauer sind qualitativ hervorzuheben, vor allem der aus dem Jahre 1746.